# Plan Colombia

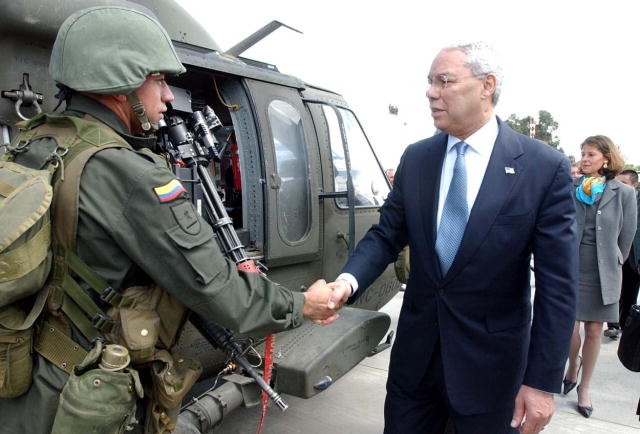
El entonces Secretario de Estado de los EE. UU., Colin Powell de visita en Colombia, saluda a un Miembro de la Policía Nacional de Colombia.

Plan Colombia (también llamado Plan para la Paz y el Fortalecimiento del Estado o Plan Colombia para la paz) es un acuerdo bilateral constituido entre los gobiernos de Colombia y Estados Unidos. Se concibió en 1999 durante las administraciones del presidente colombiano Andrés Pastrana Arango y el estadounidense Bill Clinton con los objetivos específicos de generar una revitalización social y económica, terminar el conflicto armado interno en Colombia y crear una estrategia antinarcótica.
El Plan Colombia cuenta principalmente con el apoyo del programa del gobierno estadounidense llamado Andean Counterdrug Initiative (ACI) o "Iniciativa Andina Contra las Drogas" y recibe asistencia del Foreign Military Financing (FMF) o "Financiación para Fuerzas Militares Extranjeras" del Department of Defense’s central counternarcotics account o Cuenta Central Antinarcóticos del Departamento de Defensa de los Estados Unidos. Los objetivos de Colombia y de los Estados Unidos difieren en algunos aspectos. El principal objetivo del gobierno estadounidense es prevenir el flujo de drogas ilegales hacia los Estados Unidos, como también ayudar a Colombia a promover la paz, el desarrollo económico que a la vez contribuye a la seguridad en la región andina. El principal objetivo de Colombia es promover la paz, el desarrollo económico, incrementar la seguridad y terminar con el tráfico ilegal de drogas. Ambos han evolucionado de lo estrictamente antinarcótico de la guerra contra las drogas a incluir aspectos de la guerra contra el terrorismo, debido a que los grupos violentos y mafias utilizan el negocio de la droga para financiar la guerra.
Por su parte, los opositores al proyecto creen que sus objetivos declarados, a saber, la lucha contra el narcotráfico, no serían en realidad más que una pantalla para justificar la expansión de la influencia estadounidense en la zona. Además, insisten en que el plan se centraría principalmente, si no exclusivamente, en la lucha contra las FARC-EP y no en la lucha contra todas las redes de narcotráfico. 
Entre 2001 y 2016, Estados Unidos han invertido 10 000 millones de dólares en Colombia en ayuda militar, el mayor presupuesto de ayuda militar de Estados Unidos después del concedido a Israel.

## Desarrollo
La versión original del Plan Colombia según la ideó el presidente Andrés Pastrana en 1998, una semana después de la primera ronda de las elecciones presidenciales, consistía en un Plan Marshall para Colombia. El argumento de Pastrana fue que “la coca era un problema social cuya solución debía incluir resolución del conflicto armado; los países desarrollados deberían ayudarnos a implementar una especie de Plan Marshall para Colombia, el cual nos permitiría desarrollar grandes inversiones en el campo social, con el fin de ofrecer a nuestros campesinos alternativas diferentes a los cultivos ilícitos”.
Después de la posesión de Pastrana, uno de los nombres dados a la iniciativa fue “Plan Colombia para la Paz", el cual según Pastrana "era un conjunto de proyectos de desarrollo alternativo que canalizarían los esfuerzos de las organizaciones multilaterales y gobiernos extranjeros hacia la sociedad colombiana”. La Ley 508 del 29 de julio de 1999 aprobó según el mandato Constitucional, el Plan Nacional de Desarrollo “Cambio para Construir la Paz 1999 - 2002’’ con el objetivo fundamental el Plan Colombia.
Pastrana viajó a los Estados Unidos y presentó el plan para su cuatrienio como presidente y cambia de nombre a su proyecto por el de "Plan Colombia". La buena imagen ante el gobierno de los Estados Unidos, dieron lugar a una amplia colaboración entre ambos países, luego de fricciones con la anterior administración de Ernesto Samper por el Proceso 8.000. La plataforma política del presidente Pastrana se tornó en gran parte hacia la creación y activación del proceso de paz con las FARC-EP y el ELN y la lucha antinarcóticos. Entre el 13 y el 14 de diciembre de 1999, Philip Chicola, representante del Departamento de Estado para la sección de Asuntos Andinos, se reunió secretamente en Costa Rica con el jefe de las FARC-EP, alias Raúl Reyes.
El intercambio en materia militar entre Colombia y los Estados Unidos se incrementó a partir de entonces, pasando de la cooperación exclusiva que se le daba a la Policía Nacional de Colombia, a los componentes de las Fuerzas Militares de Colombia. En diciembre de 1999, el Secretario de Defensa de los Estados Unidos William Cohen y el ministro de Defensa de Colombia, Rodrigo Lloreda, firmaron un acuerdo para incrementar la cooperación militar entre los dos países.
El acuerdo creó un grupo de trabajo bilateral entre las Fuerzas Armadas de ambos países y creó la especialización de "batallones antinarcóticos" en el Ejército de Colombia. A pesar del secuestro y muerte de tres activistas americanos que realizaban labores humanitarias con los indios U'wa en Arauca por parte de las FARC-EP, el gobierno de Clinton continuó apoyando al gobierno de Pastrana. El 11 de enero del 2000, el presidente Clinton dio a conocer oficialmente la ayuda para el Plan Colombia y que luego fue aprobado el 13 de julio del 2000. El Plan fue llamado por las FARC una nueva intervención estadounidense a Colombia.

## Financiación

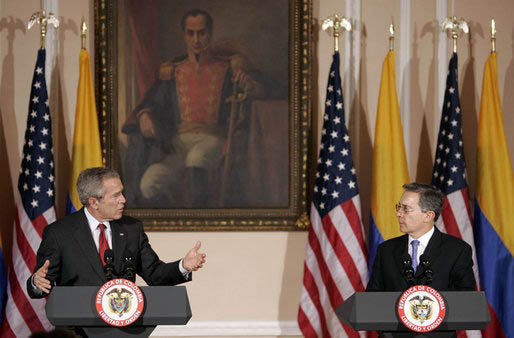
Bush y Uribe

Entre los años 2000 y 2005, el Plan Colombia recibió US$2800 millones de dólares, que junto a la asistencia del Departamento de Defensa promedió los US$4500 millones de dólares. 
En el 2005, la Administración Bush pidió fondos adicionales al Congreso de los Estados Unidos para el Plan Colombia para adicionarle US$463 millones de dólares a través del ACI y US$90 millones a través del FMI.

## Guerra contra las drogas
Aunque el Plan Colombia tiene algunos componentes que buscan fomentar la ayuda social y la reforma institucional en Colombia, la iniciativa es ampliamente considerada como un programa fundamentalmente de ayuda militar y antinarcóticos.

## Resultados
| Ataques a oleoductos (2001-2004)           |      |      |      |      |
|                                            | 2001 | 2002 | 2003 | 2004 |
| Oleoductos                                 | 263  | 74   | 179  | 103  |
| Oleoducto Caño Limón-Coveñas               | 170  | 41   | 34   | 17   |
| Fuente: Ministerio de Defensa de Colombia. |      |      |      |      |

De acuerdo a la Oficina para la Vigilancia Gubernamental (GAO) por sus siglas en inglés, el Plan Colombia no dio los resultados a seis años que inicialmente se propusieron los gobiernos de los presidentes Pastrana y Clinton.
En cuanto a reducción de cultivos, la meta era reducirlos en un 50% entre los años 2000 y 2006. Según cifras del organismo estadounidense de seguridad Agencia Central de Inteligencia (Central Intelligence Agency, CIA), los cultivos de amapola y la producción de heroína, sin embargo se redujeron en un 50%. En el mismo lapso los cultivos de coca se incrementaron en un 15%, pero fue debido a que los campesinos cocaleros se movieron a zonas remotas selváticas para evitar su erradicación; mientras que la producción de cocaína se incrementó en un 4% durante el mismo período. De acuerdo a datos de la "Oficina Nacional para el Control de la Política de Drogas" (Office of National Drug Control Policy, ONDCP), la producción de cocaína no mantuvo un ritmo de crecimiento paralelo a los cultivos de coca debido al impacto causado por la erradicación manual y aérea.
Según las autoridades norteamericanas, Colombia mejoró su seguridad por medio de la estrategia antinarcóticos, acciones militares y policiales, además de otros esfuerzos, tales como el programa de desmovilización y deserción de grupos violentos. Entre los años 2000 y 2007, el gobierno colombiano reportó que la cifra de secuestros y homicidios se había reducido a un tercio, mientras que los ataques a oleoductos se habían reducido a cero. La asistencia económica estadounidense a Colombia totalizó US$4.900 millones de dólares en dicho período, con un fuerte apoyo al fortalecimiento de la movilidad aérea, necesaria para lograr los objetivos antinarcóticos.

## Paz Colombia
En febrero de 2016, durante la conmemoración de los quince años del Plan Colombia, el presidente Juan Manuel Santos y su homólogo Barack Obama anunciaron un nuevo capítulo del plan Colombia, denominándolo Paz Colombia.

## Críticas al Plan Colombia
En junio de 2000, Amnistía Internacional emitió un comunicado en el cual criticaba la implementación del Plan Colombia
- Según la Oficina de las Naciones Unidas contra la Droga y el Delito, los cultivos de coca aumentaron.
- Incremento de las víctimas del Conflicto armado interno en Colombia.
- Aumento de violaciones a los derechos humanos y falsos positivos.
- Incremento de la minería ilegal.
- La amenaza de las Bandas y grupos emergentes.
- Militares colombianos como mercenarios.
- Fracaso de la exportación del plan.[12][13]

### Fumigación de cultivos ilícitos
La estrategia de fumigaciones aéreas para erradicar los cultivos de coca, ha sido blanco de críticas porque, además de producir daños a los cultivos lícitos, afecta la biodiversidad y tiene consecuencias de salud adversas sobre aquellas personas expuestas a los herbicidas. Según algunas investigaciones científicas en Francia, el uso del glifosato formulado en aspersiones aéreas provoca las primeras etapas de la cancerización en las células.
Por parte de los gobiernos colombiano y estadounidense se asegura que el glifosato, herbicida de amplio espectro empleado en las fumigaciones contra los cultivos de coca y amapola, no causa daño alguno a la salud y que, por el contrario, es utilizado extensamente en la producción de café, arroz, algodón, maíz, sorgo, cebada y fríjol de soya, así como para el control de maleza en el cultivo de árboles frutales, plátano, banano y palma africana. En otras regiones del país se le utiliza como agente madurador en la producción de la caña de azúcar. Incluso, los cultivadores de coca y amapola lo emplean ampliamente en el control de maleza.